# 新貝內西亞

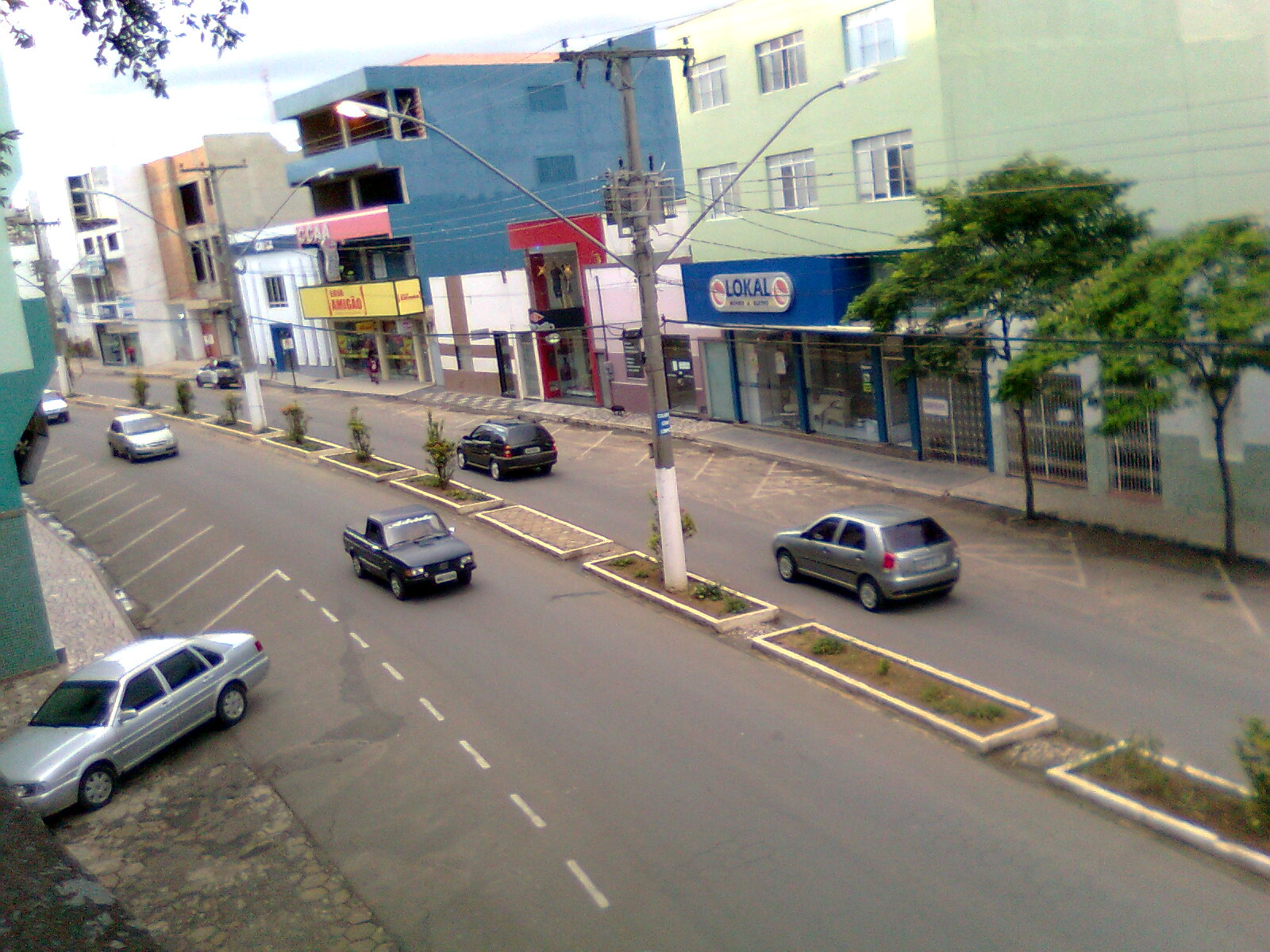
新貝內西亞

18°42′39″S 40°24′03″W / 18.71083°S 40.40083°W
新貝內西亞（葡萄牙語：Nova Venécia），是巴西的城鎮，位於該國東南部，由聖埃斯皮里圖州負責管轄，始建於1954年1月26日，面積1,448.3平方公里，海拔高度65米，2010年人口46,020，人口密度每平方公里31.78人。